# Klokoč (utvrda)
Ruševine staroga grada Klokoča nalaze se na brdu iznad sela Klokoča u južnom dijelu općine Vojnića. Vrijeme nastanka grada nije poznato. U srednjem vijeku na tom je području živjelo Klokočko pleme. God. 1387 kralj Žigmund u znak zahvalnosti darovao je Klokoč zajedno sa susjednim Cetinom i još nekim posjedima knezu Ivanu Krčkom. Tako je grad prešao u vlast Frankapana. U 16. stoljeću grad tijekom Stogodišnjeg hrvatsko-turskog rata pada u ruke Turcima. U 17. stoljeću je oslobođen i dalje je služio kao granična utvrda u Vojnoj krajini. S prestankom turske opasnosti grad je napušten i počeo je propadati.